# Sid Jordan
Sid Jordan (Muskogee, 12 agosto 1889 – Hemet, 30 settembre 1970) è stato un attore statunitense.
Ha interpretato 130 film tra il 1913 e il 1944.

## Filmografia parziale

### 1913
- Howlin' Jones, regia di William Duncan - cortometraggio (1913)
- The Child of the Prairies, regia di William Duncan - cortometraggio (1913)
- The Escape of Jim Dolan, regia di William Duncan - cortometraggio (1913)
- Cupid in the Cow Camp, regia di William Duncan - cortometraggio (1913)

### 1914
- A Romance of the Forest Reserve, regia di William Duncan - cortometraggio (1914)
- Marrying Gretchen, regia di William Duncan - cortometraggio (1914)
- A Ticket to Happiness, regia di Marshall Farnum - cortometraggio (1914)
- The Moving Picture Cowboy, regia di Tom Mix - cortometraggio (1914)
- The Rival Stage Lines, regia di Tom Mix - cortometraggio (1914)

### 1915
- A Militant School Ma'am, regia di Tom Mix - cortometraggio (1915)
- Harold's Bad Man, regia di Tom Mix - cortometraggio (1915)
- Cactus Jim's Shop Girl, regia di Tom Mix - cortometraggio (1915)
- The Grizzly Gulch Chariot Race, regia di Tom Mix - cortometraggio (1915)
- Forked Trails, regia di Tom Mix - cortometraggio (1915)
- Roping a Bride, regia di Tom Mix - cortometraggio (1915)
- Bill Haywood, Producer, regia di Tom Mix - cortometraggio (1915)
- A Child of the Prairie, regia di Tom Mix - cortometraggio (1915)
- The Man from Texas, regia di Tom Mix - cortometraggio (1915)
- Getting a Start in Life, regia di Tom Mix - cortometraggio (1915)
- The Conversion of Smiling Tom, regia di Tom Mix - cortometraggio (1915)
- An Arizona Wooing, regia di Tom Mix - cortometraggio (1915)
- Pals in Blue, regia di Tom Mix - cortometraggio (1915)
- Saved by Her Horse, regia di Tom Mix - cortometraggio (1915)
- The Heart of the Sheriff, regia di Tom Mix - cortometraggio (1915)
- With the Aid of the Law, regia di Tom Mix - cortometraggio (1915)
- The Child, the Dog and the Villain, regia di Tom Mix - cortometraggio (1915)
- The Gold Dust and the Squaw, regia di Tom Mix - cortometraggio (1915)
- A Lucky Deal, regia di Tom Mix - cortometraggio (1915)
- Never Again, regia di Tom Mix - cortometraggio (1915)
- How Weary Went Wooing, regia di Tom Mix - cortometraggio (1915)
- The Range Girl and the Cowboy, regia di Tom Mix - cortometraggio (1915)
- The Girl and the Mail Bag, regia di Tom Mix - cortometraggio (1915)
- The Foreman's Choice, regia di Tom Mix - cortometraggio (1915)
- The Brave Deserve the Fair, regia di Tom Mix - cortometraggio (1915)
- The Stagecoach Guard, regia di Tom Mix - cortometraggio (1915)
- The Race for a Gold Mine, regia di Tom Mix - cortometraggio (1915)
- Athletic Ambitions, regia di Tom Mix - cortometraggio (1915)
- The Chef at Circle G, regia di Tom Mix - cortometraggio (1915)
- The Tenderfoot's Triumph, regia di Tom Mix - cortometraggio (1915)
- The Impersonation of Tom, regia di Tom Mix - cortometraggio (1915)
- Bad Man Bobbs, regia di Tom Mix - cortometraggio (1915)
- On the Eagle Trail, regia di Tom Mix - cortometraggio (1915)

### 1916
- The Desert Calls Its Own, regia di Tom Mix - cortometraggio (1916)
- A Mix-Up in Movies, regia di Tom Mix - cortometraggio (1916)
- The Passing of Pete, regia di Tom Mix - cortometraggio (1916)
- Along the Border, regia di Tom Mix - cortometraggio (1916)
- The Man Within, regia di Tom Mix - cortometraggio (1916)
- The Sheriff's Duty, regia di Tom Mix - cortometraggio (1916)
- 5,000 Dollar Elopement (o Five Thousand-Dollar Elopement), regia di Tom Mix - cortometraggio (1916)
- $5,000 Reward, regia di Tom Mix (1916)
- Crooked Trails, regia di Tom Mix - cortometraggio (1916)
- The Cowpuncher's Peril, regia di Tom Mix - cortometraggio (1916)
- Taking a Chance, regia di Tom Mix - cortometraggio (1916)
- Some Duel, regia di Tom Mix - cortometraggio (1916)
- Legal Advice, regia di Tom Mix - cortometraggio (1916)
- Shooting Up the Movies, regia di Tom Mix - cortometraggio (1916)
- Local Color on the A-1 Ranch, regia di Tom Mix - cortometraggio (1916)
- An Angelic Attitude, regia di Tom Mix - cortometraggio (1916)
- A Western Masquerade, regia di Tom Mix - cortometraggio (1916)
- A Bear of a Story, regia di Tom Mix - cortometraggio (1916)
- Roping a Sweetheart, regia di Tom Mix - cortometraggio (1916)
- The Taming of Grouchy Bill, regia di Tom Mix - cortometraggio (1916)
- The Pony Express Rider, regia di Tom Mix - cortometraggio (1916)
- The Raiders, regia di Tom Mix - cortometraggio (1916)
- The Canby Hill Outlaws, regia di Tom Mix - cortometraggio (1916)
- A Mistake in Rustlers, regia di Tom Mix - cortometraggio (1916)
- A Close Call, regia di Tom Mix - cortometraggio (1916)
- Tom's Sacrifice, regia di Tom Mix - cortometraggio (1916)
- When Cupid Slipped, regia di Victoria Forde - cortometraggio (1916)
- The Sheriff's Blunder, regia di Tom Mix - cortometraggio (1916)
- Mistakes Will Happen, regia di Tom Mix - cortometraggio (1916)
- Twisted Trails, regia di Tom Mix - cortometraggio (1916)
- The Golden Thought, regia di Tom Mix - cortometraggio (1916)

### 1917
- Starring in Western Stuff, regia di Tom Mix - cortometraggio (1917)
- The Luck That Jealousy Brought, regia di Tom Mix - cortometraggio (1917)
- The Heart of Texas Ryan, regia di E.A. Martin (1917)
- The Saddle Girth, regia di E.A. Martin e Tom Mix - cortometraggio (1917)
- Hearts and Saddles
- A Roman Cowboy
- Six Cylinder Love, regia di Tom Mix (1917)
- A Soft Tenderfoot
- Tom and Jerry

### 1919
- Fighting for Gold
- The Coming of the Law, regia di Arthur Rosson (1919)
- The Wilderness Trail
- Il romanzo dell'infaticabile cavaliere (Rough-Riding Romance), regia di Arthur Rosson (1919)
- The Feud, regia di Edward LeSaint (1919)

### 1920
- L'infernale (The Daredevil), regia di Tom Mix
- Tre dollari d'oro (3 Gold Coins), regia di Clifford Smith (1920)
- The Untamed, regia di Emmett J. Flynn (1920)
- The Texan, regia di Lynn Reynolds (1920)
- Prairie Trails

### 1921
- Hands Off
- Avvoltoi della foresta (A Ridin' Romeo), regia di George Marshall (1921)
- After Your Own Heart
- The Night Horsemen
- The Rough Diamond
- Trailin'

### 1922
- Sky High, regia di Lynn Reynolds (1922)
- Chasing the Moon, regia di Edward Sedgwick (1922)
- Up and Going
- The Fighting Streak
- For Big Stakes
- Trooper O'Neill
- Bells of San Juan
- The Boss of Camp Four

### 1923
- Where Is This West?
- Men in the Raw
- Eyes of the Forest

### 1924
- Il cavallo d'acciaio (The Iron Horse), regia di John Ford
- The Ridin' Kid from Powder River
- The Deadwood Coach

### 1925
- Dick Turpin

### 1926
- The Johnstown Flood, regia di Irving Cummings (1926)
- Rustling for Cupid

### 1932
- La fattoria del mistero